# Frank Hereford

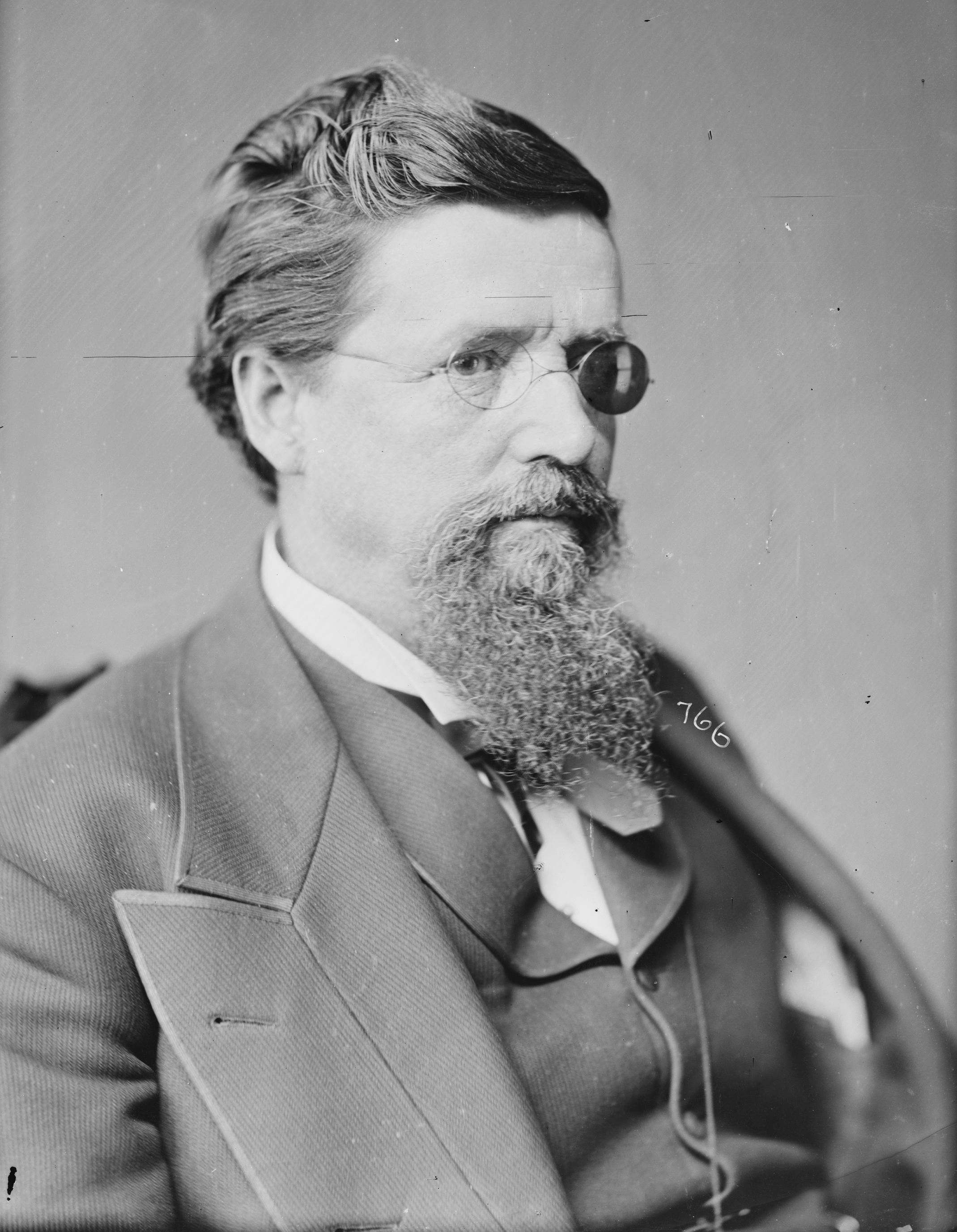
Frank Hereford

Frank Hereford, född 4 juli 1825 i Fauquier County, Virginia, död 21 december 1891 i Monroe County, West Virginia, var en amerikansk demokratisk politiker. Han representerade delstaten West Virginia i båda kamrarna av USA:s kongress.
Hereford utexaminerades 1845 från McKendree College i Illinois. Han studerade juridik och arbetade sedan som advokat. Han flyttade 1849 till Kalifornien och var 1855-1857 distriktsåklagare för Sacramento County.
Hereford flyttade senare till West Virginia. Han representerade West Virginias 3:e distrikt i USA:s representanthus 1871-1877. Senator Allen T. Caperton avled 1876 i ämbetet och Samuel Price blev utnämnd till senaten. Delstatens lagstiftande församling valde sedan Hereford till senaten och han efterträdde Price som senator i januari 1877. Han var senator fram till slutet av Capertons mandatperiod i mars 1881 och återvände därefter till arbetet som advokat.
Herefords grav finns på Green Hill Cemetery i Union.